# Xanthorhoe melissaria
Xanthorhoe melissaria är en fjärilsart som beskrevs av Achille Guenée 1858. Xanthorhoe melissaria ingår i släktet Xanthorhoe och familjen mätare. Inga underarter finns listade i Catalogue of Life.